# 新潟県立中央病院
新潟県立中央病院（にいがたけんりつちゅうおうびょういん）は、新潟県上越市に所在する公立の医療機関。新潟県が運営する病院の一つ。

## 概要
上越医療圏の広域基幹病院で二次医療圏における基幹的な医療機能、高度・専門医療を提供するなど、上越地方の基幹病院としての役割を果たしている。また、病院の経営状況は堅調で9年間連続で黒字決算となったことが評価され、2019年度の『自治体立優良病院』の総務大臣表彰に選ばれた。

## 沿革
【出典】
- 1874年（明治7年） - 藩医師らが新潟県に対して病院設置を要請し、新潟病院の分院として設置が許可された。
- 1875年（明治8年）
  - 1月12日 - 高田町川原町の藩医師・藤林玄仙宅にて『回春病院』として開設する。
  - 5月1日 - 半官半民の頸城郡高田病院に改称する。
  - 12月1日 - 高田町稲田鍛冶町に新築移転。
- 1882年（明治15年）8月 - 新潟県議会が1郡1病院の設置を決議し、中頸城郡病院に改称する。
- 1885年（明治18年） - 郡総町村会議の議決により高田町岡島町に移転。
- 1886年（明治19年）3月 - 経営不安定の為郡総町村連合会が病院廃止を議決。その後は職員により病院存続のための取り組みを行っていた。
- 1895年（明治28年） - 再度郡立の中頸城郡病院となった。
- 1899年（明治32年）9月 - 伝染病室が建てられる。
- 1922年（大正11年）10月 - 財団法人中頸城郡病院に改組する。
- 1945年（昭和20年）1月 - 日本医療団に統合され、日本医療団新潟県中央病院となる。
- 1949年（昭和24年）11月1日 - 運営が日本医療団から新潟県に移管され、新潟県立高田中央病院となる。
- 1950年（昭和25年）11月 - 新潟県立中央病院に改称する。
- 1960年（昭和35年）4月16日 - 国道18号建設で敷地が狭くなったのを機に、3階建ての新館が落成。
- 1964年（昭和39年） - 6階建ての中央病棟が竣工。
- 1969年（昭和44年） - 2階建てのがん治療等が竣工。
- 1982年（昭和57年） - 6階建ての北病棟が竣工。
- 1994年（平成6年）7月 - 現在の病院が着工。
- 1997年（平成9年）
  - 5月 - 地上7階、塔屋1階建ての病棟、900台弱の駐車場、植栽などの工事が完了。
  - 8月1日 - 現在地に移転する。救命救急センターを設置する。

## 機関指定等
【出典】
| 指定                         |
| ---------------------------- |
| エイズ拠点病院               |
| 地域周産期母子医療センター   |
| 臨床研修病院指定             |
| 母子保護法による設備指定     |
| 優良短期人間ドック施設       |
| 地域がん診療連携拠点病院     |
| 指定小児慢性特定疾病医療機関 |
| 難病患者医療指定医療機関     |
| 地域医療支援病院             |
| 災害拠点病院                 |

## 診療科
- 内科
- 消化器内科
- 脳神経内科
- 循環器内科
- 小児科
- 外科
- 小児外科
- 心臓血管外科
- 呼吸器外科
- 整形外科
- 脳神経外科
- 産婦人科
- 耳鼻咽喉科
- 眼科
- 皮膚科
- 形成外科
- 泌尿器科
- 歯科口腔外科
- 放射線治療科
- 放射線診断科
- 病理診断科
- 麻酔科
- 精神科
- リハビリテーション科
- 救急科

## 交通アクセス
公共交通
病院の前には中央病院バス停があり、頸城自動車グループの路線が発着する。
- 高田駅方面
  - 頸城自動車 1 上越大通り線（新井バスターミナル - 高田駅前 - 中央病院 - 上越モール前・悠久の里前）
  - くびき野バス 41 宮口線（高田駅前 - 中央病院 - 牧小学校前 - 宇津の俣・深山荘）
  - くびき野バス 47 清里線（高田駅前 - 中央病院 - 清里区総合事務所前 - 青柳・赤池） ※当病院を経由するのは一部便のみ
- 直江津駅方面
  - 頸城自動車 2 上越大通り線（直江津港または福橋東 - 直江津駅前 - 中央病院）
  - 頸城自動車 5 教育大学線（直江津駅前 - 中央病院 - 上越モール前・悠久の里前）
  - 頸城自動車 7 春日山・佐内線（佐内入口 - 直江津駅前 - 中央病院 - 上越モール前・悠久の里前）